# José Eduardo Agualusa
José Eduardo Agualusa Alves da Cunha (Huambo, 13 dicembre 1960) è uno scrittore angolano.
Ha studiato agronomia e silvicoltura all'Istituto Superiore di Agronomia di Lisbona.

## Biografia
Nato e cresciuto ad Huambo, nell'allora Angola portoghese, da padre d'origine brasiliana e da madre d'origine portoghese, Agualusa collabora con il giornale portoghese Público dalla sua fondazione; sulla rivista domenicale di questo quotidiano firma una cronaca quindicinale. Realizza il programma A Hora das Cigarras (L'ora delle cicale), sulla musica e sulla poesia africane, diffuso la domenica, nelle stazioni radio portoghesi Antena 1 e RDP África.
Firma inoltre una cronaca mensile sulla rivista Pais e Filhos (Padri e Figli).
È membro dell'Unione degli Scrittori Angolani (União dos Escritores Angolanos).

### Connotazioni letterarie
Noto per il suo nomadismo reale e culturale (vive tra Luanda, Lisbona e Rio de Janeiro, quando non è in giro per fiere del libro o conferenze), riversa nella sua opera tutta la frammentarietà della sua parabola esistenziale. Difatti, malgrado abbia dimostrato grandi prove di narrativa lunga, il suo genere d'elezione è il racconto, o la cronaca, cioè prosa breve.
Lo spazio culturale in cui si muove l'opera di Agualusa non è solo quello dell'Angola post-indipendenza: forse siamo davanti a uno dei primi autori autenticamente "lusofoni". Agualusa, pur appartenendo alla letteratura angolana, non ha infatti molto di nazionale e tanto meno di nazionalista, proiettando il lettore in uno scandaglio più ampio che abbraccia, a pieno titolo, il Portogallo, il Brasile, gli altri paesi dell'Africa lusofona e i luoghi di presenza portoghese in Asia (Goa, ad esempio, è l'ambientazione di uno dei suoi romanzi). A conferma del suo scandaglio lusofono, ha firmato la prefazione all'edizione portoghese di un romanzo dello scrittore est-timorese Luís Cardoso (Crónica de uma Travessia) e promuove la conoscenza della musica africana in Europa, recensendo, ad esempio, la cantante capoverdiana Lura.

## Opere

### Romanzi
- A Conjura (1989)

La congiura (1997), Pironti
- Estação das Chuvas (1996)
- Nação crioula (1997)
- Um estranho em Goa (2000)

Un estraneo a Goa (2009), Edizioni dell'Urogallo
- O Ano em que Zumbi Tomou o Rio (2003)

Quando Zumbi prese Rio (2003), La Nuova Frontiera
- O Vendedor de Passados (2004)

Il venditore di passati (2008), La Nuova Frontiera
- As Mulheres do Meu Pai (2007)
- Barroco Tropical (2009)

Barocco tropicale (2012), La Nuova Frontiera
- A Rainha Ginga (2014)

La regina Ginga (2016), Edizioni Lindau
- A Sociadade dos Sonhadores Involuntários (2017)
- O Vivos e os Outros (2020)

### Racconti

#### Raccolte di racconti
- D. Nicolau Água-Rosada e outras estórias verdadeiras e inverosímeis (1990)

Borges all'inferno e altri racconti (2009), Edizioni dell'Urogallo
- Fronteiras Perdidas, contos para viajar (1999)

Frontiere perdute (2007), Morlacchi
- O Homem que Parecia um Domingo (2002)
- Catálogo de Sombras (2003)
- Manual Prático de Levitação (2005)
- O Livro dos Camaleões (2015)

#### Racconti non antologizzati
- A feira dos assombrados (1992)

### Poesia
- O coração dos bosques (1991), raccolta di versi

### Altro
- Estranhões e Bizarrocos (2000), letteratura per bambini
- A Substância do Amor e Outras Crónicas (2000), cronache